# Liste der Afrikameister in der Leichtathletik/Medaillengewinner
Die Liste der Afrikameister in der Leichtathletik führt sämtliche Medaillengewinner bei Leichtathletik-Afrikameisterschaften seit 1979 auf. Sie ist gegliedert nach Wettbewerben, die aktuell zum Wettkampfprogramm gehören und nach nicht mehr ausgetragenen Wettbewerben.

## Aktuelle Wettbewerbe

### 100 m
| Afrikameisterschaften | Afrikameisterschaften | Gold               | Silber                    | Bronze              |
| --------------------- | --------------------- | ------------------ | ------------------------- | ------------------- |
| 1979                  | Dakar                 | Ernest Obeng       | Théophile Nkounkou        | Edward Ofili        |
| 1982                  | Kairo                 | Ernest Obeng       | Théophile Nkounkou        | Boubacar Diallo     |
| 1984                  | Rabat                 | Chidi Imoh         | Charles-Louis Seck        | Ikpoto Eseme        |
| 1985                  | Kairo                 | Chidi Imoh         | Charles-Louis Seck        | Victor Edet         |
| 1988                  | Annaba                | John Myles-Mills   | Charles-Louis Seck        | Iziaq Adeyanju      |
| 1989                  | Lagos                 | Amadou M’Baye      | Salaam Gariba             | Patrick Nwankwo     |
| 1990                  | Kairo                 | Joseph Gikonyo     | Abdullahi Tetengi         | Charles-Louis Seck  |
| 1992                  | Belle Vue Maurel      | Victor Omagbemi    | Charles-Louis Seck        | Johan Rossouw       |
| 1993                  | Durban                | Daniel Effiong     | Jean-Olivier Zirignon     | Nelson Boateng      |
| 1996                  | Yaoundé               | Seun Ogunkoya      | Benjamin Sirimou          | Sunday Emmanuel     |
| 1998                  | Dakar                 | Seun Ogunkoya      | Frank Fredericks          | Leonard Myles-Mills |
| 2000                  | Algier                | Aziz Zakari        | Stéphan Buckland          | Kenneth Andam       |
| 2002                  | Radès                 | Frank Fredericks   | Uchenna Emedolu           | Idrissa Sanou       |
| 2004                  | Brazzaville           | Olusoji Fasuba     | Idrissa Sanou             | Jaysuma Saidy Ndure |
| 2006                  | Bambous               | Olusoji Fasuba     | Uchenna Emedolu           | Eric Nkansah        |
| 2008                  | Addis Abeba           | Olusoji Fasuba     | Uchenna Emedolu           | Hannes Dreyer       |
| 2010                  | Nairobi               | Ben Youssef Meïté  | Aziz Zakari               | Simon Magakwe       |
| 2012                  | Porto-Novo            | Simon Magakwe      | Amr Ibrahim Mostafa Seoud | Hua Wilfried Koffi  |
| 2014                  | Marrakesch            | Hua Wilfried Koffi | Mark Jelks                | Monzavous Edwards   |
| 2016                  | Durban                | Ben Youssef Meïté  | Mosito Lehata             | Akani Simbine       |
| 2018                  | Asaba                 | Akani Simbine      | Arthur Cissé              | Simon Magakwe       |
| 2022                  | Port Louis            | Ferdinand Omanyala | Akani Simbine             | Henricho Bruintjies |
| 2024                  | Douala                | Joseph Fahnbulleh  | Emmanuel Eseme            | Benjamin Richardson |

### 200 m
| Afrikameisterschaften | Afrikameisterschaften | Gold                      | Silber                    | Bronze               |
| --------------------- | --------------------- | ------------------------- | ------------------------- | -------------------- |
| 1979                  | Dakar                 | Edward Ofili              | Georges Kablan Degnan     | Emmanuel Bitanga     |
| 1982                  | Kairo                 | Boubacar Diallo           | Georges Kablan Degnan     | Omar Ghizlat         |
| 1984                  | Rabat                 | Innocent Egbunike         | Eseme Ikpoto              | Ali Bakhta           |
| 1985                  | Kairo                 | Simon Kipkemboi           | Innocent Egbunike         | Alfred Nyambane      |
| 1988                  | Annaba                | Davidson Ezinwa           | Emmanuel Tuffour          | Mustapha Kamel Selmi |
| 1989                  | Lagos                 | Olapade Adeniken          | Davidson Ezinwa           | Nelson Boateng       |
| 1990                  | Kairo                 | Joseph Gikonyo            | Abdullahi Tetengi         | Sunday Bada          |
| 1992                  | Belle Vue Maurel      | Victor Omagbemi           | Emmanuel Tuffour          | John Myles-Mills     |
| 1993                  | Durban                | Johan Rossouw             | Oluyemi Kayode            | Nelson Boateng       |
| 1996                  | Yaoundé               | Oumar Loum                | Joseph Loua               | Justice Dipeba       |
| 1998                  | Dakar                 | Frank Fredericks          | Sunday Emmanuel           | Oumar Loum           |
| 2000                  | Algier                | Aziz Zakari               | Joseph Batangdon          | Oumar Loum           |
| 2002                  | Radès                 | Frank Fredericks          | Aziz Zakari               | Oumar Loum           |
| 2004                  | Brazzaville           | Joseph Batangdon          | Ambrose Ezenwa            | Morné Nagel          |
| 2006                  | Bambous               | Uchenna Emedolu           | Stéphan Buckland          | Leigh Julius         |
| 2008                  | Addis Abeba           | Thuso Mpuang              | Stéphan Buckland          | Fanuel Kenosi        |
| 2010                  | Nairobi               | Amr Ibrahim Mostafa Seoud | Ben Youssef Meïté         | Simon Magakwe        |
| 2012                  | Porto-Novo            | Ben Youssef Meïté         | Amr Ibrahim Mostafa Seoud | Noah Akwu            |
| 2014                  | Marrakesch            | Hua Wilfried Koffi        | Isaac Makwala             | Carvin Nkanata       |
| 2016                  | Durban                | Wayde van Niekerk         | Adama Jammeh              | Emmanuel Matadi      |
| 2018                  | Asaba                 | Ncincihli Titi            | Divine Oduduru            | Luxolo Adams         |
| 2022                  | Port Louis            | Letsile Tebogo            | Emmanuel Eseme            | Clarence Munyai      |
| 2024                  | Douala                | Joseph Fahnbulleh         | Tapiwanashe Makarawu      | Emmanuel Eseme       |

### 400 m
| Afrikameisterschaften | Afrikameisterschaften | Gold                  | Silber            | Bronze                  |
| --------------------- | --------------------- | --------------------- | ----------------- | ----------------------- |
| 1979                  | Dakar                 | Hassan el-Kashief     | James Atuti       | Billy Konchellah        |
| 1982                  | Kairo                 | Amadou Dia Ba         | James Atuti       | Mike Okot               |
| 1984                  | Rabat                 | Gabriel Tiacoh        | Sunday Uti        | Hassan el-Kashief       |
| 1985                  | Kairo                 | Innocent Egbunike     | Gabriel Tiacoh    | David Kitur             |
| 1988                  | Annaba                | Innocent Egbunike     | Gabriel Tiacoh    | Moses Ugbisie           |
| 1989                  | Lagos                 | Gabriel Tiacoh        | Simon Kipkemboi   | Hachim Ndiaye           |
| 1990                  | Kairo                 | Samson Kitur          | David Kitur       | Sunday Bada             |
| 1992                  | Belle Vue Maurel      | Bobang Phiri          | Kennedy Ochieng   | Abedinego Matilu        |
| 1993                  | Durban                | Kennedy Ochieng       | Ibrahim Hassan    | Simon Kemboi            |
| 1996                  | Yaoundé               | Ibrahima Wade         | Simon Kemboi      | Samson Kipchirchir Yego |
| 1998                  | Dakar                 | Clement Chukwu        | Davis Kamoga      | Ibrahima Wade           |
| 2000                  | Algier                | Éric Milazar          | Malik Louahla     | Sofiane Labidi          |
| 2002                  | Radès                 | Éric Milazar          | Sofiane Labidi    | Marcus la Grange        |
| 2004                  | Brazzaville           | Éric Milazar          | Ezra Sambu        | Young Talkmore Nyongani |
| 2006                  | Bambous               | Gary Kikaya           | Paul Gorries      | Young Talkmore Nyongani |
| 2008                  | Addis Abeba           | Nagmeldin Ali Abubakr | Isaac Makwala     | James Godday            |
| 2010                  | Nairobi               | Mohamed Khouaja       | Rabah Yousif      | Gary Kikaya             |
| 2012                  | Porto-Novo            | Isaac Makwala         | Oscar Pistorius   | Willem de Beer          |
| 2014                  | Marrakesch            | Isaac Makwala         | Wayde van Niekerk | Boniface Tumuti         |
| 2016                  | Durban                | Baboloki Thebe        | Karabo Sibanda    | Chidi Okezie            |
| 2018                  | Asaba                 | Baboloki Thebe        | Thapelo Phora     | Chidi Okezie            |
| 2022                  | Port Louis            | Muzala Samukonga      | Bayapo Ndori      | Mohamed Farès Jelassi   |
| 2024                  | Douala                | Cheikh Tidiane Diouf  | Lee Eppie         | Samuel Ogazi            |

### 800 m
| Afrikameisterschaften | Afrikameisterschaften | Gold                  | Silber                     | Bronze                |
| --------------------- | --------------------- | --------------------- | -------------------------- | --------------------- |
| 1979                  | Dakar                 | James Maina Boi       | Omer Khalifa               | Mehdi Aidet           |
| 1982                  | Kairo                 | Juma Ndiwa            | James Maina Boi            | Saïd Aouita           |
| 1984                  | Rabat                 | Sammy Koskei          | Moussa Fall                | Omer Khalifa          |
| 1985                  | Kairo                 | Sammy Koskei          | Moussa Fall                | Juma Ndiwa            |
| 1988                  | Annaba                | Babacar Niang         | Getahun Ayana              | Ahmed Belkessam       |
| 1989                  | Lagos                 | Nixon Kiprotich       | Joseph Chesire             | Babacar Niang         |
| 1990                  | Kairo                 | William Tanui         | Robert Kibet               | Desta Asgedom         |
| 1992                  | Belle Vue Maurel      | Charles Nkazamyampi   | Cliffie Miller             | Mahjoub Haïda         |
| 1993                  | Durban                | Sammy Langat          | Paul Ruto                  | Arthémon Hatungimana  |
| 1996                  | Yaoundé               | Frederick Onyancha    | Adem Hecini                | Kipkemboi Lagat       |
| 1998                  | Dakar                 | Japheth Kimutai       | Patrick Ndururi            | Djabir Saïd-Guerni    |
| 2000                  | Algier                | Djabir Saïd-Guerni    | Mbulaeni Mulaudzi          | Mouhssin Chehibi      |
| 2002                  | Radès                 | Djabir Saïd-Guerni    | William Yiampoy            | Mbulaeni Mulaudzi     |
| 2004                  | Brazzaville           | William Yiampoy       | Hezekiél Sepeng            | Ismail Ahmed Ismail   |
| 2006                  | Bambous               | Alex Kipchirchir Rono | Ismail Ahmed Ismail        | Alfred Kirwa Yego     |
| 2008                  | Addis Abeba           | David Rudisha         | Ismail Ahmed Ismail        | Asbel Kiprop          |
| 2010                  | Nairobi               | David Rudisha         | Alfred Kirwa Yego          | Jackson Kivuva        |
| 2012                  | Porto-Novo            | Taoufik Makhloufi     | Anthony Chemut             | André Oliver          |
| 2014                  | Marrakesch            | Nijel Amos            | Mohammed Aman              | Taoufik Makhloufi     |
| 2016                  | Durban                | Nijel Amos            | Jacob Rozani               | Rynardt van Rensburg  |
| 2018                  | Asaba                 | Nijel Amos            | Emmanuel Korir             | Mostafa Smaili        |
| 2022                  | Port Louis            | Slimane Moula         | Nicholas Kiplangat Kebenei | Mohamed Farès Jelassi |
| 2024                  | Douala                | Alex Ngeno Kipngetich | Kethobogile Haingura       | Tom Dradriga          |

### 1500 m
| Afrikameisterschaften | Afrikameisterschaften | Gold                  | Silber                 | Bronze               |
| --------------------- | --------------------- | --------------------- | ---------------------- | -------------------- |
| 1979                  | Dakar                 | Mike Boit             | Abderrahmane Morceli   | Mehdi Aidet          |
| 1982                  | Kairo                 | Kipkoech Cheruiyot    | Saïd Aouita            | Wodajo Bulti         |
| 1984                  | Rabat                 | Saïd Aouita           | Omer Khalifa           | Mehdi Aidet          |
| 1985                  | Kairo                 | Omer Khalifa          | Abdi Bile              | Joseph Chesire       |
| 1988                  | Annaba                | Getahun Ayana         | Mahmoud Kalboussi      | Mustapha Lachaal     |
| 1989                  | Lagos                 | Joseph Chesire        | Robert Kibet           | Nixon Kiprotich      |
| 1990                  | Kairo                 | Moses Kiptanui        | Abdelaziz Sahere       | David Kibet          |
| 1992                  | Belle Vue Maurel      | Nelson Chirchir       | Johan Landsman         | Robert Mdogo         |
| 1993                  | Durban                | David Kibet           | Johan Landsman         | Johan Fourie         |
| 1996                  | Yaoundé               | Moses Kigen           | Sammy Rono             | Gilbert Mvuyekure    |
| 1998                  | Dakar                 | Laban Rotich          | Adil Kaouch            | Ali Saïdi-Sief       |
| 2000                  | Algier                | Youssef Baba          | Adil Kaouch            | Mohamed Khaldi       |
| 2002                  | Radès                 | Bernard Lagat         | Laban Rotich           | Abdelkader Hachlaf   |
| 2004                  | Brazzaville           | Paul Korir            | Peter Roko Ashak       | Yassine Bensghir     |
| 2006                  | Bambous               | Alex Kipchirchir Rono | Adil Kaouch            | Tarek Boukensa       |
| 2008                  | Addis Abeba           | Haron Keitany         | Isaac Kiprono Songok   | Juan van Deventer    |
| 2010                  | Nairobi               | Asbel Kiprop          | Amine Laalou           | Mekonnen Gebremedhin |
| 2012                  | Porto-Novo            | Caleb Ndiku           | Ayanleh Souleiman      | James Kiplagat Magut |
| 2014                  | Marrakesch            | Ayanleh Souleiman     | Asbel Kiprop           | Ronald Kwemoi        |
| 2016                  | Durban                | Fouad el-Kaam         | Timothy Cheruiyot      | Vincent Letting      |
| 2018                  | Asaba                 | Elijah Manangoi       | Timothy Cheruiyot      | Ronald Musagala      |
| 2022                  | Port Louis            | Abel Kipsang          | Ryan Mphahlele         | Adehana Kasaye       |
| 2024                  | Douala                | Brian Komen           | Ayanleh Abdi Abdillahi | Boaz Kiprugut        |

### 5000 m
| Afrikameisterschaften | Afrikameisterschaften | Gold                   | Silber                   | Bronze                |
| --------------------- | --------------------- | ---------------------- | ------------------------ | --------------------- |
| 1979                  | Dakar                 | Miruts Yifter          | Yohannes Mohamed         | Kiprotich Rono        |
| 1982                  | Kairo                 | Wodajo Bulti           | Eshetu Tura              | Erastus Kemei         |
| 1984                  | Rabat                 | Abderrazak Bounour     | Samson Obwocha           | Kipsubai Koskei       |
| 1985                  | Kairo                 | Wodajo Bulti           | Paul Kipkoech            | John Ngugi            |
| 1988                  | Annaba                | Brahim Boutayeb        | Haji Bulbula             | Mohamed Issangar      |
| 1989                  | Lagos                 | John Ngugi             | Addis Abebe              | Moses Tanui           |
| 1990                  | Kairo                 | Ezequiel Bitok         | Andrea Sipe Sambu        | Mohamed Issangar      |
| 1992                  | Belle Vue Maurel      | James Songok           | Worku Bikila             | Josephat Machuka      |
| 1993                  | Durban                | Simon Chemoiywo        | Haile Gebrselassie       | Worku Bikila          |
| 1996                  | Yaoundé               | Paul Koech             | Simon Chemoiywo          | Faustin Ngézahayo     |
| 1998                  | Dakar                 | Daniel Komen           | Hailu Mekonnen           | William Kalya         |
| 2000                  | Algier                | Ali Saïdi-Sief         | Saïd Bérioui             | Mohamed Saïd el-Wardi |
| 2002                  | Radès                 | Paul Bitok             | Benjamin Limo            | Mohammed Amyn         |
| 2004                  | Brazzaville           | Zwedo Marengo          | Boniface Songok          | Hillary Chenonge      |
| 2006                  | Bambous               | Kenenisa Bekele        | Mike Kipruto Kigen       | Moses Ndiema Kipsiro  |
| 2008                  | Addis Abeba           | Kenenisa Bekele        | Isaac Kiprono Songok     | Ali Abdosh            |
| 2010                  | Nairobi               | Edwin Cheruiyot Soi    | Vincent Kipsegechi Yator | Mark Kosgei Kiptoo    |
| 2012                  | Porto-Novo            | Mark Kosgei Kiptoo     | Jonathan Maiyo           | Timothy Kosgei Kiptoo |
| 2014                  | Marrakesch            | Caleb Ndiku            | Isiah Kiplangat Koech    | Abrar Osman           |
| 2016                  | Durban                | Douglas Kipserem       | Elroy Gelant             | Mang'ata Kimai Ndiwa  |
| 2018                  | Asaba                 | Edward Pingua Zakayo   | Getaneh Molla            | Yemane Haileselassie  |
| 2022                  | Port Louis            | Hailemariyam Amare     | Daniel Simiu Ebenyo      | Hicham Akankam        |
| 2024                  | Douala                | Mohamed Ismail Ibrahim | Nibret Melak             | Abdi Waiss Mouhyadin  |

### 10.000 m
| Afrikameisterschaften | Afrikameisterschaften | Gold                      | Silber                | Bronze                 |
| --------------------- | --------------------- | ------------------------- | --------------------- | ---------------------- |
| 1979                  | Dakar                 | Miruts Yifter             | Yohannes Mohamed      | Rachid Habchouai       |
| 1982                  | Kairo                 | Mohamed Kedir             | Erastus Kemei         | Ahmed Musa Jouda       |
| 1984                  | Rabat                 | Kipsubai Koskei           | Ahmed Salah           | Mohamed Ali Chouri     |
| 1985                  | Kairo                 | Wodajo Bulti              | Kipsubai Koskei       | Paul Kipkoech          |
| 1988                  | Annaba                | Brahim Boutayeb           | Haji Bulbula          | Mohamed Choumassi      |
| 1989                  | Lagos                 | Addis Abebe               | Moses Tanui           | Bedilu Kibret          |
| 1990                  | Kairo                 | Khalid Skah               | Andrea Sipe Sambu     | Addis Abebe            |
| 1992                  | Belle Vue Maurel      | Josephat Machuka          | Matthews Motshwarateu | Xolile Yawa            |
| 1993                  | Durban                | William Sigei             | Fita Bayisa           | Haile Gebrselassie     |
| 1996                  | Yaoundé               | Stephen Kiogora           | William Kipchumba     | Isidore Nizigiyimana   |
| 2000                  | Algier                | Abraha Hadush             | Dejene Berhanu        | Kamel Kohil            |
| 2002                  | Radès                 | Paul Malakwen Kosgei      | John Cheruiyot Korir  | Benjamin Maiyo         |
| 2004                  | Brazzaville           | Charles Waweru Kamathi    | Abebe Dinkesa         | Yebeltal Admasu        |
| 2006                  | Bambous               | Moses Ndiema Kipsiro      | Mike Kipruto Kigen    | Abebe Dinkessa         |
| 2008                  | Addis Abeba           | Gebregziabher Gebremariam | Ibrahim Jeilan        | Eshetu Wondemu         |
| 2010                  | Nairobi               | Wilson Kiprop             | Moses Ndiema Kipsiro  | Geoffrey Kiprono Mutai |
| 2012                  | Porto-Novo            | Kenneth Kiprop Kipkemoi   | Mark Kosgei Kiptoo    | Lewis Mosoti           |
| 2014                  | Marrakesch            | Nguse Amlosom             | Mustapha el-Aziz      | Josphat Bett Kipkoech  |
| 2016                  | Durban                | Stephen Mokoka            | Wilfred Kimitei       | Namakoe Nkhasi         |
| 2018                  | Asaba                 | Jemal Yimer               | Andamlak Belihu       | Timothy Toroitich      |
| 2022                  | Port Louis            | Mogos Tuemay              | Chimdessa Debele      | Abraham Longosiwa      |
| 2024                  | Douala                | Nibret Melak              | Gemechu Dida          | Roncer Kipkorir Konga  |

### 110 m Hürden
| Afrikameisterschaften | Afrikameisterschaften | Gold                         | Silber                       | Bronze               |
| --------------------- | --------------------- | ---------------------------- | ---------------------------- | -------------------- |
| 1979                  | Dakar                 | Godwin Obasogie              | Philip Sang                  | Thomas Nnakwe        |
| 1982                  | Kairo                 | Philip Sang                  | Charles Kokoyo               | Hisham Mohamed Makin |
| 1984                  | Rabat                 | Philip Sang                  | Riad Benhaddad               | Hisham Mohamed Makin |
| 1985                  | Kairo                 | René Djédjémel Mélédjé       | Ikechukwu Mbadugha           | Hisham Mohamed Makin |
| 1988                  | Annaba                | Noureddine Tadjine           | Marcelin Dally               | Zouhair Khazine      |
| 1989                  | Lagos                 | Ikechukwu Mbadugha           | Noureddine Tadjine           | Akwasi Abrefa        |
| 1990                  | Kairo                 | Moses Oyiki Orode            | Gideon Yego                  | Judex Lefou          |
| 1992                  | Belle Vue Maurel      | Judex Lefou                  | Kobus Schoeman               | Winpie Nel           |
| 1993                  | Durban                | Kobus Schoeman               | Moses Oyiki Orode            | Winpie Nel           |
| 1996                  | Yaoundé               | William Erese                | Moses Oyiki Orode            | Judex Lefou          |
| 1998                  | Dakar                 | Shaun Bownes                 | William Erese                | Doudou Félou Sow     |
| 2000                  | Algier                | Joseph-Berlioz Randriamihaja | Doudou Félou Sow             | Toufik Dahmani       |
| 2002                  | Radès                 | Shaun Bownes                 | Joseph-Berlioz Randriamihaja | Sultan Tucker        |
| 2004                  | Brazzaville           | Todd Matthews-Jouda          | Shaun Bownes                 | Frikkie van Zyl      |
| 2006                  | Bambous               | Aymen Ben Ahmed              | Joseph-Berlioz Randriamihaja | Ruan de Vries        |
| 2008                  | Addis Abeba           | Hennie Kotze                 | Samuel Okon                  | Selim Nurudeen       |
| 2010                  | Nairobi               | Othmane Hadj Lazib           | Selim Nurudeen               | Ruan de Vries        |
| 2012                  | Porto-Novo            | Lehann Fourie                | Selim Nurudeen               | Lyès Mokdel          |
| 2014                  | Marrakesch            | Tyron Akins                  | Alex Al-Ameen                | Martins Ogieriakhi   |
| 2016                  | Durban                | Antonio Alkana               | Tyron Akins                  | Mohamed Koussi       |
| 2018                  | Asaba                 | Antonio Alkana               | Oyeniyi Abejoye              | Welington Zaza       |
| 2022                  | Port Louis            | Amine Bouanani               | Jérémie Lararaudeuse         | Antonio Alkana       |
| 2024                  | Douala                | Louis François Mendy         | Amine Bouanani               | Yousuf Badawy Sayed  |

### 400 m Hürden
| Afrikameisterschaften | Afrikameisterschaften | Gold                | Silber                   | Bronze                         |
| --------------------- | --------------------- | ------------------- | ------------------------ | ------------------------------ |
| 1979                  | Dakar                 | Daniel Kimaiyo      | Wilson Kibiego           | Dennis Otono                   |
| 1982                  | Kairo                 | Amadou Dia Ba       | Peter Rwamuhanda         | Meshak Munyoro                 |
| 1984                  | Rabat                 | Amadou Dia Ba       | Henry Amike              | Ahmed Abdel Halim Ghanem       |
| 1985                  | Kairo                 | Amadou Dia Ba       | Henry Amike              | René Djédjémel Mélédjé         |
| 1988                  | Annaba                | Amadou Dia Ba       | Henry Amike              | Hamidou M'Baye                 |
| 1989                  | Lagos                 | Henry Amike         | Hamidou M'Baye           | Saïd Aberkan                   |
| 1990                  | Kairo                 | Hamidou M'Baye      | Ahmed Abdel Halim Ghanem | Judex Lefou                    |
| 1992                  | Belle Vue Maurel      | Dries Vorster       | Amadou Dia Ba            | Hubert Rakotombélontsoa        |
| 1993                  | Durban                | Erick Keter         | Dries Vorster            | Hamidou M'Baye                 |
| 1996                  | Yaoundé               | Ibou Faye           | Ferrins Pieterse         | El-Hafni Abdel Maksoud Ibrahim |
| 1998                  | Dakar                 | Samuel Matete       | Ken Harnden              | Ibou Faye                      |
| 2000                  | Algier                | Sylvester Omodiale  | Jean-Dominique Dième     | Yvon Rakotoarimiandry          |
| 2002                  | Radès                 | Llewellyn Herbert   | Willie Smit              | Héni Kechi                     |
| 2004                  | Brazzaville           | Llewellyn Herbert   | Julius Bungei            | Ockert Cilliers                |
| 2006                  | Bambous               | L. J. van Zyl       | Alwyn Myburgh            | Kurt Couto                     |
| 2008                  | Addis Abeba           | L. J. van Zyl       | Abderahmane Hamadi       | Ibrahim Abdoulaye Maïga        |
| 2010                  | Nairobi               | L. J. van Zyl       | Cornel Fredericks        | Mamadou Kassé Hann             |
| 2012                  | Porto-Novo            | Mamadou Kassé Hann  | Boniface Tumuti          | Vincent Kiplangat Kosgei       |
| 2014                  | Marrakesch            | Cornel Fredericks   | Cristian Morton          | Nicholas Bett                  |
| 2016                  | Durban                | Boniface Tumuti     | Amadou Ndiaye            | Aron Koech                     |
| 2018                  | Asaba                 | Abdelmalik Lahoulou | Cornel Fredericks        | Zied Azizi                     |
| 2022                  | Port Louis            | Sokwakhana Zazini   | Abdelmalik Lahoulou      | Wiseman Mukhobe                |
| 2024                  | Douala                | Victor Ntweng       | Kemorena Tisang          | Abdelmalik Lahoulou            |

### 3000 m Hindernis
| Afrikameisterschaften | Afrikameisterschaften | Gold                        | Silber                      | Bronze            |
| --------------------- | --------------------- | --------------------------- | --------------------------- | ----------------- |
| 1979                  | Dakar                 | Kiprotich Rono              | Eshetu Tura                 | Yohannes Mohamed  |
| 1982                  | Kairo                 | Eshetu Tura                 | Julius Korir                | Joshua Kipkemboi  |
| 1984                  | Rabat                 | Joshua Kipkemboi            | Lahcene Babaci              | Habib Chérif      |
| 1985                  | Kairo                 | Julius Kariuki              | Joshua Kipkemboi            | Féthi Baccouche   |
| 1988                  | Annaba                | Azzedine Brahmi             | Abdelaziz Sahere            | Kamel Benlakhlef  |
| 1989                  | Lagos                 | Azzedine Brahmi             | Micah Boinett               | Boniface Merande  |
| 1990                  | Kairo                 | Abdelaziz Sahere            | William Mutwol              | Bizuneh Yai Tura  |
| 1992                  | Belle Vue Maurel      | Whaddon Niewoudt            | Gladstone Kabiga            | Eliud Barngetuny  |
| 1993                  | Durban                | Joseph Keter                | Christopher Koskei          | Simretu Alemayehu |
| 1996                  | Yaoundé               | Kipkemboi Cheruiyot         | Faustin Ngézahayo           | Thomas Toyi       |
| 1998                  | Dakar                 | Bernard Barmasai            | Richard Limo                | Brahim Boulami    |
| 2000                  | Algier                | Lofti Turki                 | Laïd Bessou                 | David Chepkisa    |
| 2002                  | Radès                 | Brahim Boulami              | Wilson Boit Kipketer        | Stephen Cherono   |
| 2004                  | Brazzaville           | David Chemweno              | Richard Kipkemboi Mateelong | Abdelatif Chemlal |
| 2006                  | Bambous               | Paul Kipsiele Koech         | Abdelkader Hachlaf          | Ruben Ramolefi    |
| 2008                  | Addis Abeba           | Richard Kipkemboi Mateelong | Michael Kipkorir Kipyego    | Willy Rutto Komen |
| 2010                  | Nairobi               | Richard Kipkemboi Mateelong | Ezekiel Kemboi              | Roba Gari         |
| 2012                  | Porto-Novo            | Abel Kiprop Mutai           | Wilson Kipkemboi Maraba     | Benjamin Kiplagat |
| 2014                  | Marrakesch            | Jairus Kipchoge Birech      | Jonathan Muia Ndiku         | Ezekiel Kemboi    |
| 2016                  | Durban                | Chala Beyo                  | Tolosa Nurgi                | Abraham Kibiwot   |
| 2018                  | Asaba                 | Conseslus Kipruto           | Soufiane el-Bakkali         | Getnet Wale       |
| 2022                  | Port Louis            | Hailemariyam Amare          | Tadese Takele               | Geoffrey Kirwa    |
| 2024                  | Douala                | Leonard Chemutai            | Edmund Serem                | Matthew Kosgei    |

### 4 × 100 m Staffel
| Afrikameisterschaften | Afrikameisterschaften | Gold                                                                                | Silber | Bronze                                                                                               |
| --------------------- | --------------------- | ----------------------------------------------------------------------------------- | --- | --- |
| 1979                  | Dakar                 | Elfenbeinküste Georges Kablan Degnan Amadou Meïté Avognan Nogboum Patrice Ouré      | Senegal Boubacar Diallo Cheikh Touradou Diouf Momar N'Daoi Yoro Diba                                                      | Tansania Ally Mwalimu David Lukuba Peter Mwita Juamne Chobanga                                       |
| 1982                  | Kairo                 | Elfenbeinküste Amadou Meïté Otokpa Kouadio Barthelemy Koffi Georges Kablan Degnan   | Senegal Mamadou Sène Boubacar Diallo ? ?                                                                                  | Kenia John Anzrah James Atuti Alfred Nyambane Moja Shivanda                                          |
| 1984                  | Rabat                 | Nigeria Iziaq Adeyanju Ikpoto Eseme Samson Oyeledun Chidi Imoh                      | Elfenbeinküste Otokpa Kouadio Barthelemy Koffi Georges Kablan Degnan Gabriel Tiacoh                                       | Senegal Hamidou Diawara Ibrahima Fall Charles-Louis Seck Mamadou Sène                                |
| 1985                  | Kairo                 | Nigeria Iziaq Adeyanju Ikpoto Eseme Victor Edet Chidi Imoh                          | Kenia Alfred Nyambane Simon Kipkemboi Joseph Sainah Peter Wekesa                                                          | Algerien Abdeslam Kaddouri Abdelkader Kaci Djamel Boudebidah Mustapha Kamel Selmi                    |
| 1988                  | Annaba                | Nigeria Olapade Adeniken Iziaq Adeyanju Davidson Ezinwa Chidi Imoh                  | Ghana Eric Akogyiram Nelson Boateng John Myles-Mills Emmanuel Tuffour                                                     | Senegal Charles-Louis Seck Joseph Diaz Ibrahima Tamba Hamidou M'Baye                                 |
| 1989                  | Lagos                 | Nigeria                                                                             | Kenia | Elfenbeinküste                                                                                       |
| 1990                  | Kairo                 | Nigeria Nnamdi Anusim Abdullah Tetengi Michael Monye Ebiyo Pupre                    | Senegal Joseph Diaz Amadou M’Baye Charles-Louis Seck Mamadou Dione                                                        | Elfenbeinküste Gilles Bogui Ouattara Lagazane Jean-Olivier Zirignon Hyacinthe Kamelan                |
| 1992                  | Belle Vue Maurel      | Südafrikanische Union Gerhard Barnard Glen Elferink Tshakile Nzimande Johan Rossouw | Senegal Seydou Loum Amadou M’Baye Charles-Louis Seck Edouard Samatey                                                      | Nigeria Victor Omagbemi Michael Monye Hyacinth Anejo Hashim Osman                                    |
| 1993                  | Durban                | Ghana Nelson Boateng Felix Andam Tanko Abass Kofi Yevakpor                          | Nigeria Daniel Effiong Paul Egonye Oluyemi Kayode Victor Omagbemi                                                         | Südafrikanische Union Tshakile Nzimande Johan Rossouw Johann Venter Adrian Lambert                   |
| 1996                  | Yaoundé               | Nigeria                                                                             | Senegal | Kamerun Aimé-Issa Nthépé Benjamin Sirimou Alfred Moussambani Claude Toukene-Guebogo                  |
| 1998                  | Dakar                 | Elfenbeinküste Éric Pacôme N'Dri Jean-Olivier Zirignon Ahmed Douhou Ibrahim Méité   | Nigeria Ejiogou Okechukwu Tunde Suleiman Paul Egonye Sunday Emmanuel                                                      | Kamerun Benjamin Sirimou Claude Toukene-Guebogo Serge Bengono Alexandre Dalle Dalle                  |
| 2000                  | Algier                | Ghana Abu Duah Kenneth Andam Harry Adu Mfum Aziz Zakari                             | Mauritius Arnaud Casquette Éric Milazar Fernando Augustin Stéphan Buckland                                                | Gabun Luéyi Dovy Charles Tayot Yvan Duboze Antoine Boussombo                                         |
| 2002                  | Radès                 | Nigeria Taiwo Ajibade Chinedu Oriala Sunday Emmanuel Uchenna Emedolu                | Senegal Malang Sané Abdou Demba Lam Jacques Sambou Oumar Loum                                                             | Mauritius David Victoire Fernando Augustin Arnaud Casquette Éric Milazar                             |
| 2004                  | Brazzaville           | Nigeria Olusoji Fasuba Ambrose Ezenwa Aaron Egbele Chinedu Oriala                   | Südafrika Morné Nagel Deon du Toit Clinton Venter Lee-Roy Newton                                                          | Kamerun Emmanuel Ngom Priso Idrissa Adam Alain Olivier Nyounai Joseph Batangdon                      |
| 2006                  | Bambous               | Nigeria Peter Emelieze Uchenna Emedolu Adetoyi Durotoye Olusoji Fasuba              | Südafrika Hannes Dreyer Leigh Julius Lee-Roy Newton Sherwin Vries                                                         | Ghana Harry Adu Mfum Cyril Ferguson Seth Amoo Eric Nkansah                                           |
| 2008                  | Addis Abeba           | Südafrika Hannes Dreyer Corné du Plessis Sergio Mullins Thuso Mpuang                | Ghana Togoh Victor Akrong Allah Laryea Seth Amoo Eric Nkansah                                                             | Kamerun Idrissa Adam François Belinga Alain Olivier Nyounai Joseph Batangdon                         |
| 2010                  | Nairobi               | Südafrika Hannes Dreyer Simon Magakwe Lehann Fourie Thuso Mpuang                    | Nigeria Fred Agbaje Benjamin Adukwu Ogho-Oghene Egwero Obinna Metu                                                        | Ghana Emmanuel Kubi Nana Kofi Sanah Godwin Hukporti Aziz Zakari                                      |
| 2012                  | Porto-Novo            | Südafrika Hannes Dreyer Simon Magakwe Roscoe Engel Thuso Mpuang                     | Nigeria Peter Emelieze Obinna Metu Adetoyi Durotoye Ogho-Oghene Egwero                                                    | Ghana Emmanuel Kubi Tim Abeyie Ashhad Agyapong Allah Laryea-Akrong                                   |
| 2014                  | Marrakesch            | Nigeria Ogho-Oghene Egwero Monzavous Edwards Obinna Metu Mark Jelks                 | Ghana Daniel Gyasi Solomon Afful Emmanuel Dassor Timothy Abeyie                                                           | Algerien Mahmoud Hammoudi Ali Bouguesba Skander Djamil Athmani Sufiane Bouhadda                      |
| 2016                  | Durban                | Südafrika Emile Erasmus Wayde van Niekerk Tlotliso Leotlela Akani Simbine           | Elfenbeinküste Arthur Cissé Hua Wilfried Koffi Émilien Tchan Bi Chan Ben Youssef Meïté                                    | Sambia Chidamba Hazemba Brian Kasinda Titus Kafunda Mukhala Sydney Siame                             |
| 2018                  | Asaba                 | Südafrika Akani Simbine Simon Magakwe Emile Erasmus Henricho Bruintjies             | Nigeria Seye Ogunlewe Usheoritse Itsekiri Enoch Adegoke Ogho-Oghene Egwero                                                | Elfenbeinküste Ben Youssef Meïté Hua Wilfried Koffi Gnamien Nehemie N'Goran Arthur Cissé             |
| 2022                  | Port Louis            | KeniaDan Kiviasi Mike Mokamba Samwel Imeta Ferdinand Omanyala                       | Südafrika Henricho Bruintjies Antonio Alkana Cheswill Johnson Benjamin Richardson Rivaldo Roberts Akani Simbine           | Simbabwe Ngoni Makusha Dickson Kamungeremu Tapiwa Makarawu Denzel Simusialela                        |
| 2024                  | Douala                | GhanaIbrahim Fuseini Isaac Botsio Edwin Gadayi Abdul-Rasheed Saminu                 | Nigeria Kayinsola Ajayi Usheoritse Itsekiri Alaba Akintola Godson Oghenebrume Alexander Chukwukelu Ifeanyi Emmanuel Ojeli | Elfenbeinküste Gnamien Nehemie N'Goran Ismaël Koné Arthur Cissé Kouadio Éric Kouamé Adzeu Yapo Jacky |

### 4 × 400 m Staffel
| Afrikameisterschaften | Afrikameisterschaften | Gold                                                                                                  | Silber                                                                             | Bronze                                                                                    |
| --------------------- | --------------------- | --- | ---------------------------------------------------------------------------------- | ----------------------------------------------------------------------------------------- |
| 1979                  | Dakar                 | Kenia James Atuti Billy Konchellah Daniel Kimaiyo Wilson Kibiego                                      | Nigeria Hope Ezeigbo Dele Udo Ahmed Garba Ludwig Ordia                             | Senegal                                                                                   |
| 1982                  | Kairo                 | Kenia Elisha Bitok James Atuti James Maina Boi Juma Ndiwa                                             | Senegal Boubacar Diallo Moussa Fall Babacar Niang Amadou Dia Ba                    | Uganda Moses Kyeswa Mike Okot Peter Rwamuhanda John Goville                               |
| 1984                  | Rabat                 | Senegal Boubacar Diallo Babacar Niang Moussa Fall Amadou Dia Ba                                       | Nigeria Henry Amike Olurotimi Peters Moses Ugbusien Sunday Uti                     | Kenia Elkana Nyangau Tito Sawe James Maina Boi Peter Kipchumba                            |
| 1985                  | Kairo                 | Kenia Julius Sang Tito Sawe Alfred Nyambane David Kitur                                               | Nigeria Henry Amike Innocent Egbunike Moses Ugbusien Sunday Uti                    | Senegal Amadou Dia Ba Ousmane Diarra Moussa Fall Babacar Niang                            |
| 1988                  | Annaba                | Äthiopien Achalew Tesfaye Baro Worku Bach Ojulu Alemayehu Gudeta                                      | Elfenbeinküste Akissi Simon Kpidi Lancine Fofana Anatole Zongo Kuyo Gabriel Tiacoh | Burundi Charles Nkazamyampi Soter Bimenyimana Cyprien Rugerinyange Pierre-Claver Nyabenda |
| 1989                  | Lagos                 | Kenia                                                                                                 | Nigeria                                                                            | Senegal                                                                                   |
| 1990                  | Kairo                 | Nigeria Omokaro Alohan Hassan Bosso Abu Danjuma Sunday Bada                                           | Marokko Abdelali Kasbane Benyounès Lahlou Ali Dahane Abdelkader el-Boukhari        | Uganda Francis Ogola Joel Otim John Goville Faustino Kiwa                                 |
| 1992                  | Belle Vue Maurel      | Südafrikanische Union Ferrins Pieterse Cliffie Miller Dries Vorster Bobang Phiri                      | Senegal Ibou Faye Hachim Ndiaye Ibrahima Tamba Abubakry Dia                        | Kenia Abednego Matilu Kennedy Ochieng Christopher Oloo David Kimeli                       |
| 1993                  | Durban                | Kenia Charles Gitonga Simon Kemboi Simon Kipkemboi Kennedy Ochieng                                    | Nigeria Alohan Omokaro Hassan Bosso Udeme Ekpeyong John Okoye                      | Senegal Ibou Faye Hamidou M'Baye Hachim Ndiaye Souleymane Doumbia                         |
| 1996                  | Yaoundé               | Senegal Moustapha Diarra Aboubakry Dia Hachim Ndiaye Ibou Faye                                        | Kenia                                                                              | Mauritius Gilbert Hashan Désiré Pierre-Louis Rudy Tirvengadum Éric Milazar                |
| 1998                  | Dakar                 | Senegal Ousmane Niang Ibou Faye Hachim Ndiaye Ibrahima Wade                                           | Simbabwe Ken Harnden Crispen Mutakanyi Phillip Mukomana Jeffrey Masvanhise         | Nigeria Tony Ogbeta Musa Audu Fidelis Gadzama Nduka Awazie                                |
| 2000                  | Algier                | Algerien Malik Louahla Samir Louahla Adem Hecini Djabir Saïd-Guerni                                   | Botswana Lulu Basinyi Otukile Lekote Agripa Matsameko Johnson Kubisa               | Senegal Youssoupha Sarr Hachim Ndiaye Jean-Dominique Dième Ousmane Niang                  |
| 2002                  | Radès                 | Marokko Abdellatif El Ghazaoui Nabil Jabir Ismael Daif Abdelkarim Khoudri                             | Mauritius Jean-François Degrâce Fernando Augustin Kursley Montimerdo Éric Milazar  | Senegal Ousmane Niang Seydina Doucouré Jacques Sambou Oumar Loum                          |
| 2004                  | Brazzaville           | Simbabwe Lloyd Zvasiya Lewis Banda Temba Ncube Talkmore Nyongani                                      | Nigeria James Godday Saul Weigopwa Bola Lawal Enefiok Udo-Obong                    | Südafrika Marcus La Grange Werner Botha Hendrick Mokganyetsi Arnaud Malherbe              |
| 2006                  | Bambous               | Kenia George Kwoba Vincent Mumo Kiilu Sammy Rono Thomas Musembi                                       | Südafrika Alwyn Myburgh Ofentse Mogawane Ruben Majola Paul Gorries                 | Botswana Oganeditse Moseki California Molefe Gakologelwang Masheto Obakeng Ngwigwa        |
| 2008                  | Addis Abeba           | Südafrika Pieter Smith Ockert Cilliers Sibusiso Sishi L. J. van Zyl                                   | Sudan Rabah Yousif Nagmeldin Ali Abubakr Ahmad Ismail Abubaker Kaki                | Senegal Mamadou Kassé Hann El Hadji Sethe Mbow Mamadou Gueye Nouha Badji                  |
| 2010                  | Nairobi               | Kenia Geoffrey Ngeno Vincent Kiplangat Kosgei Julius Kirwa Mark Kiprotich Muttai                      | Botswana Isaac Makwala Thapelo Ketlogetswe Pako Seribe Obakeng Ngwigwa             | Nigeria Saul Weigopwa James Godday Tobi Ogunmola Isah Salihu                              |
| 2012                  | Porto-Novo            | Nigeria Saul Weigopwa Cristian Morton Abiola Onakoya Isah Salihu                                      | Südafrika PC Beneke Ofentse Mogawane Oscar Pistorius Willem de Beer                | Kenia Vincent Kiplangat Kosgei Vincent Mumo Kiilu Boniface Tumuti Mark Kiprotich Muttai   |
| 2014                  | Marrakesch            | Botswana Pako Seribe Nijel Amos Leaname Maotoanong Isaac Makwala                                      | Nigeria Noah Akwu Robert Simmons Miles Ukaoma Cristian Morton                      | Kenia Mark Kiprotich Muttai Solomon Buoga Nicholas Bett Boniface Tumuti                   |
| 2016                  | Durban                | Botswana Karabo Sibanda Baboloki Thebe Onkabetse Nkobolo Leaname Maotoanong                           | Kenia Boniface Tumuti Boniface Mweresa Alphas Kishoyian Aron Koech                 | Südafrika Jon Seeliger Shaun de Jager Ofentse Mogawane L. J. van Zyl                      |
| 2018                  | Asaba                 | Kenia Aron Koech Alphas Kishoyian Jared Momanyi Emmanuel Korir                                        | Südafrika Zakithi Nene Cornel Fredericks Pieter Conradie Thapelo Phora             | Nigeria Orukpe Erayokan Rilwan Alowonle Isah Salihu Chidi Okezie                          |
| 2022                  | Port Louis            | BotswanaCollen Kebinatshipi Leungo Scotch Anthony Pesela Bayapo Ndori Zibane Ngozi Keitumetse Maitseo | Sambia Muzala Samukonga Kennedy Luchembe Patrick Kakozi Nyambe David Mulenga       | Nigeria Johnson Nnamani Chidi Okezie Sikiru Adeyemi Ifeanyi Emmanuel Ojeli Ayo Adeola     |
| 2024                  | Douala                | BotswanaOmphile Seribe Collen Kebinatshipi Boitumelo Masilo Leungo Scotch                             | Kenia Kevin Kipkorir Kelvin Sane Tauta David Sanayek Kapirante Brian Onyari Tinega | Sambia Kennedy Luchembe Patrick Kakozi Nyambe David Mulenga Muzala Samukonga              |

### 20 km Gehen
| Afrikameisterschaften | Afrikameisterschaften | Gold                   | Silber               | Bronze                |
| --------------------- | --------------------- | ---------------------- | -------------------- | --------------------- |
| 1982                  | Kairo                 | Shemsu Hassan          | David Munyao         | Nelsensio Byingingo   |
| 1984                  | Rabat                 | Abdelwahab Ferguène    | Benamar Kachkouche   | Hassan Kouchaoui      |
| 1985                  | Kairo                 | Abdelwahab Ferguène    | Shemsu Hassan        | Abderrahmane Djebbar  |
| 1988                  | Annaba                | Mohamed Bouhalla       | Abdelwahab Ferguène  | Arezki Boumrar        |
| 1989                  | Lagos                 | Mohamed Bouhalla       | Abdelwahab Ferguène  | Bekele Lema           |
| 1990                  | Kairo                 | Shemsu Hassan          | Abdelwahab Ferguène  | Andrew Eyapan         |
| 1992                  | Belle Vue Maurel      | Chris Britz            | Johan Moerdyk        | Riecus Blignouat      |
| 1993                  | Durban                | Getachew Demisse       | Chris Britz          | Riecus Blignouat      |
| 1996                  | Yaoundé               | Hatem Ghoula           | David Kimutai Rotich | Mohieddine Béni Daoud |
| 1998                  | Dakar                 | Hatem Ghoula           | Moussa Aouanouk      | Getachew Demisse      |
| 2000                  | Algier                | Hatem Ghoula           | Moussa Aouanouk      | Merzak Abbès          |
| 2002                  | Radès                 | Hatem Ghoula           | Moussa Aouanouk      | Karim Boudhiba        |
| 2004                  | Brazzaville           | Julius Sawe            | Hassanine Sebei      | Moussa Aouanouk       |
| 2006                  | Bambous               | David Kimutai Rotich   | Hatem Ghoula         | Hicham Mejbar         |
| 2008                  | Addis Abeba           | Mohamed Ameur          | Hichem Medjeber      | Hassanine Sebei       |
| 2010                  | Nairobi               | Hassanine Sebei        | David Kimutai Rotich | Hichem Medjeber       |
| 2012                  | Porto-Novo            | Hédi Teraoui           | David Kimutai Rotich | Mohamed Ameur         |
| 2014                  | Marrakesch            | Lebogang Shange        | Samuel Gathimba      | Mohamed Ameur         |
| 2016                  | Durban                | Samuel Gathimba        | Hassanine Sebei      | Lebogang Shange       |
| 2018                  | Asaba                 | Samuel Gathimba        | Lebogang Shange      | Hassanine Sebei       |
| 2022                  | Port Louis            | Samuel Gathimba        | Wayne Snyman         | Yohanis Algaw         |
| 2024                  | Douala                | Misgana Wakuma Fekansa | Heristone Wafula     | Wayne Snyman          |

### Hochsprung
| Afrikameisterschaften | Afrikameisterschaften | Gold                | Silber                            | Bronze                                   |
| --------------------- | --------------------- | ------------------- | --------------------------------- | ---------------------------------------- |
| 1979                  | Dakar                 | Othmane Belfaa      | Abdel Hamid Sahil                 | Moussa Fall                              |
| 1982                  | Kairo                 | Moussa Fall         | Boubacar Guèye                    | Bhaa el-Din Bakr                         |
| 1984                  | Rabat                 | Mohamed Aghlal      | Boubacar Guèye                    | Azedine Mostéfa Belba Ngaroudel          |
| 1985                  | Kairo                 | Moussa Fall         | Ogmore Okoro                      | Khalid Koughbar                          |
| 1988                  | Annaba                | Boubacar Guèye      | Paul Ngadjadoum                   | Fred Salle                               |
| 1989                  | Lagos                 | Othmane Belfaa      | Abdenour Krim                     | Boubacar Guèye                           |
| 1990                  | Kairo                 | Othmane Belfaa      | Samson Kebenei                    | Khemraj Naïko                            |
| 1992                  | Belle Vue Maurel      | Yacine Mousli       | Othmane Belfaa                    | Khemraj Naïko                            |
| 1993                  | Durban                | Flippie van Vuuren  | Khemraj Naïko                     | Pierre Vorster                           |
| 1996                  | Yaoundé               | Khemraj Naïko       | Anthony Idiata                    | Olivier Sanou                            |
| 1998                  | Dakar                 | Abderrahmane Hammad | Khemraj Naïko                     | Gavin Lendis                             |
| 2000                  | Algier                | Abderrahmane Hammad | Malcolm Hendriks                  | Eugène Ernesta                           |
| 2002                  | Radès                 | Abderrahmane Hammad | Kabelo Mmono                      | Mohamed Bradai                           |
| 2004                  | Brazzaville           | Kabelo Mmono        | Boubacar Séré                     | Khemraj Naïko                            |
| 2006                  | Bambous               | Kabelo Kgosiemang   | Boubacar Séré                     | Ramsey Carelse                           |
| 2008                  | Addis Abeba           | Kabelo Kgosiemang   | Mohammed Benhadja                 | Boubacar Séré                            |
| 2010                  | Nairobi               | Kabelo Kgosiemang   | Raoul Matongno                    | Fernand Djoumessi Ali Mohd Younes Idriss |
| 2012                  | Porto-Novo            | Kabelo Kgosiemang   | Ali Mohd Younes Idriss            | Mathew Sawe                              |
| 2014                  | Marrakesch            | Kabelo Kgosiemang   | Fernand Djoumessi                 | Ali Mohd Younes Idriss                   |
| 2016                  | Durban                | Mathew Sawe         | Keegan Fourie                     | Fernand Djoumessi                        |
| 2018                  | Asaba                 | Mathew Sawe         | Chris Moleya                      | Mpho Links                               |
| 2022                  | Port Louis            | Hichem Bouhanoun    | Mike Edwards                      | Mpho Links                               |
| 2024                  | Douala                | Brian Raats         | Saad Hammouda Kemboi Asbel Kiprop |                                          |

### Stabhochsprung
| Afrikameisterschaften | Afrikameisterschaften | Gold                  | Silber                | Bronze                 |
| --------------------- | --------------------- | --------------------- | --------------------- | ---------------------- |
| 1979                  | Dakar                 | Mohamed Bensaad       | Loué Legbo            | Ahmed Rezki            |
| 1982                  | Kairo                 | Loué Legbo            | Gamal Ramses          | Shawki Hassan Abdallah |
| 1984                  | Rabat                 | Mohamed Bouihiri      | Mongi Labidi          | Choukri Abahnini       |
| 1985                  | Kairo                 | Choukri Abahnini      | Mourad Mahour Bacha   | Youssef Qortobi        |
| 1988                  | Annaba                | Choukri Abahnini      | Mejdi Drine           | Samir Agsous           |
| 1989                  | Lagos                 | Sami Si Mohamed       | Issam Ben Mohamed     | Samir Agsous           |
| 1990                  | Kairo                 | Ali Ziouani           | Kersley Gardenne      | Sid Ali Sabour         |
| 1992                  | Belle Vue Maurel      | Okkert Brits          | Kersley Gardenne      | Riaan Botha            |
| 1993                  | Durban                | Okkert Brits          | Riaan Botha           | Brian Mardaymootoo     |
| 1996                  | Yaoundé               | Anis Riahi            | Hassan Farouk Sayed   |                        |
| 1998                  | Dakar                 | Okkert Brits          | Kersley Gardenne      | Mohamed Bédoui         |
| 2000                  | Algier                | Rafik Mefti           | Karim Sène            | Mohamed Benyahia       |
| 2002                  | Radès                 | Karim Sène            | Béchir Zaghouani      | Mohamed Benyahia       |
| 2004                  | Brazzaville           | Béchir Zaghouani      | Karim Sène            | Mohamed Karbib         |
| 2006                  | Bambous               | Okkert Brits          | Abderamme Tamada      | Hamdi Dhouibi          |
| 2008                  | Addis Abeba           | Mouhsin Cheouari      | Larbi Bourrada        | Willem Coertzen        |
| 2010                  | Nairobi               | Hamdi Dhouibi         | Larbi Bourrada        | Mourad Souissi         |
| 2012                  | Porto-Novo            | Mouhcine Cheaouri     | Samir el-Mafhoum      | Ruaan van Wyk          |
| 2014                  | Marrakesch            | Cheyne Rahme          | Mohamed Amin Romdhana | Mouhcine Cheaouri      |
| 2016                  | Durban                | Hichem Khalil Cherabi | Mohamed Amin Romdhana | Jordan Yamoah          |
| 2018                  | Asaba                 | Mohamed Amin Romdhana | Valco van Wyk         | Mejdi Chehata          |
| 2022                  | Port Louis            | Hichem Khalil Cherabi | Valco van Wyk         | Elmar Schutte          |
| 2024                  | Douala                | Kyle Rademeyer        | Medhi Amar Rouana     | Boubacar Diallo        |

### Weitsprung
| Afrikameisterschaften | Afrikameisterschaften | Gold                   | Silber                  | Bronze             |
| --------------------- | --------------------- | ---------------------- | ----------------------- | ------------------ |
| 1979                  | Dakar                 | Ajayi Agbebaku         | Kayode Elegbede         | Joseph Kio         |
| 1982                  | Kairo                 | Doudou N’Diaye         | Mohamed Kharib Mansour  | Moses Kiyai        |
| 1984                  | Rabat                 | Paul Emordi            | Yusuf Alli              | Joseph Kio         |
| 1985                  | Kairo                 | Paul Emordi            | Joseph Kio              | Mustapha Benmrah   |
| 1988                  | Annaba                | Yusuf Alli             | Fred Salle              | Lotfi Khaïda       |
| 1989                  | Lagos                 | Yusuf Alli             | Ayodele Aladefa         | Badara Mbengue     |
| 1990                  | Kairo                 | Ayodele Aladefa        | Badara Mbengue          | Amos Rutere        |
| 1992                  | Belle Vue Maurel      | Ayodele Aladefa        | François Fouché         | Danny Beauchamp    |
| 1993                  | Durban                | Obinna Eregbu          | Ayodele Aladefa         | James Sabulei      |
| 1996                  | Yaoundé               | Anis Gallali           | Cheikh Touré            | Pa Modou Gai       |
| 1998                  | Dakar                 | Hatem Mersal           | Anis Gallali            | Mark Anthony Awere |
| 2000                  | Algier                | Younès Moudrik         | Hatem Mersal            | Mehdi el-Ghazouani |
| 2002                  | Radès                 | Younès Moudrik         | Hatem Mersal            | Nabil Adamou       |
| 2004                  | Brazzaville           | Jonathan Chimier       | Ndiss Kaba Badji        | Nabil Adamou       |
| 2006                  | Bambous               | Ignisious Gaisah       | Godfrey Khotso Mokoena  | Issam Nima         |
| 2008                  | Addis Abeba           | Yahya Berrabah         | Jonathan Chimier        | Stephan Louw       |
| 2010                  | Nairobi               | Godfrey Khotso Mokoena | Ndiss Kaba Badji        | Stanley Gbagbeke   |
| 2012                  | Porto-Novo            | Ndiss Kaba Badji       | Zarck Visser            | Ignisious Gaisah   |
| 2014                  | Marrakesch            | Zarck Visser           | Godfrey Khotso Mokoena  | Ruswahl Samaai     |
| 2016                  | Durban                | Ruswahl Samaai         | Luvo Manyonga           | Ruri Rammokolodi   |
| 2018                  | Asaba                 | Ruswahl Samaai         | Luvo Manyonga           | Yahya Berrabah     |
| 2022                  | Port Louis            | Thalosang Tshireletso  | Cheswill Johnson        | Amath Faye         |
| 2024                  | Douala                | Cheswill Johnson       | Chenoult Lionel Coetzee | Goodness Iredia    |

### Dreisprung
| Afrikameisterschaften | Afrikameisterschaften | Gold                   | Silber                 | Bronze                        |
| --------------------- | --------------------- | ---------------------- | ---------------------- | ----------------------------- |
| 1979                  | Dakar                 | Ajayi Agbebaku         | Abdoulaye Diallo       | Joseph Kio                    |
| 1982                  | Kairo                 | Mamadou Diallo         | Ahmed Hassan Badra     | William Bisereko              |
| 1984                  | Rabat                 | Joseph Taiwo           | Ajayi Agbebaku         | Mamadou Diallo (Leichtathlet) |
| 1985                  | Kairo                 | Paul Emordi            | Joseph Kio             | Mamadou Diallo (Leichtathlet) |
| 1988                  | Annaba                | António Santos         | Lotfi Khaïda           | Fethi Khelid Aboud            |
| 1989                  | Lagos                 | Eugene Koranteng       | Toussaint Rabenala     | Paul Nioze                    |
| 1990                  | Kairo                 | Toussaint Rabenala     | James Sabulei          | Papa Ladji Konaté             |
| 1992                  | Belle Vue Maurel      | Toussaint Rabenala     | Francis Dodoo          | Papa Ladji Konaté             |
| 1993                  | Durban                | Toussaint Rabenala     | Wikus Olivier          | Paul Nioze                    |
| 1996                  | Yaoundé               | Paul Nioze             | Oluyemi Sule           | Roger Martial Ngouloubi       |
| 1998                  | Dakar                 | Andrew Owusu           | Ndabazinhle Mdhlongwa  | Oluyemi Sule                  |
| 2000                  | Algier                | Andrew Owusu           | Samuel Okantey         | Olivier Sanou                 |
| 2002                  | Radès                 | Olivier Sanou          | Andrew Owusu           | Abdou Demba Lam               |
| 2004                  | Brazzaville           | Olivier Sanou          | Hamza Ménina           | Thierry Adanabou              |
| 2006                  | Bambous               | Tarik Bouguetaïb       | Godfrey Khotso Mokoena | Younès Moudrik                |
| 2008                  | Addis Abeba           | Ndiss Kaba Badji       | Hugo Mamba-Schlick     | Tarik Bouguetaïb              |
| 2010                  | Nairobi               | Tosin Oke              | Hugo Mamba-Schlick     | Tumelo Thagane                |
| 2012                  | Porto-Novo            | Tosin Oke              | Issam Nima             | Hugo Mamba-Schlick            |
| 2014                  | Marrakesch            | Godfrey Khotso Mokoena | Tosin Oke              | Roger Haitengi                |
| 2016                  | Durban                | Tosin Oke              | Hugues Fabrice Zango   | Godfrey Khotso Mokoena        |
| 2018                  | Asaba                 | Hugues Fabrice Zango   | Godfrey Khotso Mokoena | Yasser Triki                  |
| 2022                  | Port Louis            | Hugues Fabrice Zango   | Thalosang Tshireletso  | Yasser Triki                  |
| 2024                  | Douala                | Hugues Fabrice Zango   | Chengetayi Mapaya      | Raymond Nkwemy Tchomfa        |

### Kugelstoßen
| Afrikameisterschaften | Afrikameisterschaften | Gold                  | Silber              | Bronze                 |
| --------------------- | --------------------- | --------------------- | ------------------- | ---------------------- |
| 1979                  | Dakar                 | Nagui Asaad           | Mohamed Fatihi      | Abderrazak Ben Hassine |
| 1982                  | Kairo                 | Nagui Asaad           | Ahmed Kamel Shata   | Ahmed Mohamed Ashoush  |
| 1984                  | Rabat                 | Ahmed Mohamed Ashoush | Ahmed Kamel Shata   | Mohamed Fatihi         |
| 1985                  | Kairo                 | Ahmed Mohamed Ashoush | Ahmed Kamel Shata   | Mohamed Fatihi         |
| 1988                  | Annaba                | Ahmed Mohamed Ashoush | Ahmed Kamel Shata   | Adewale Olukoju        |
| 1989                  | Lagos                 | Robert Welikhe        | Chima Ugwu          | Vincent Oghene         |
| 1990                  | Kairo                 | Robert Welikhe        | Ahmed Kamel Shata   | Mohamed Ismail Muslem  |
| 1992                  | Belle Vue Maurel      | Chima Ugwu            | Khalid Fatihi       | Adewale Olukoju        |
| 1993                  | Durban                | Carel le Roux         | Chima Ugwu          | Jaco Snyman            |
| 1996                  | Yaoundé               | Henk Booysen          | Athanase Oloko      | Serge Doh              |
| 1998                  | Dakar                 | Burger Lambrechts     | Dhia Kamel Ahmed    | Quentin Soné Ehawa     |
| 2000                  | Algier                | Chima Ugwu            | John Sullivan       | Hicham Aït Aha         |
| 2002                  | Radès                 | Janus Robberts        | Hicham Aït Aha      | Mohamed Meddeb         |
| 2004                  | Brazzaville           | Janus Robberts        | Burger Lambrechts   | Yasser Farag           |
| 2006                  | Bambous               | Yasser Farag          | Janus Robberts      | Mohammed Medded        |
| 2008                  | Addis Abeba           | Abdu Moaty Moustafa   | Yasser Farag        | Janus Robberts         |
| 2010                  | Nairobi               | Burger Lambrechts     | Roelie Potgieter    | Orazio Cremona         |
| 2012                  | Porto-Novo            | Burger Lambrechts     | Orazio Cremona      | Yasser Farag           |
| 2014                  | Marrakesch            | Orazio Cremona        | Jaco Engelbrecht    | Franck Elemba          |
| 2016                  | Durban                | Jaco Engelbrecht      | Franck Elemba       | Stephen Mozia          |
| 2018                  | Asaba                 | Chukwuebuka Enekwechi | Mohamed Magdi Hamza | Kyle Blignaut          |
| 2022                  | Port Louis            | Chukwuebuka Enekwechi | Kyle Blignaut       | Mohamed Magdi Hamza    |
| 2024                  | Douala                | Chukwuebuka Enekwechi | Mostafa Amr Hassan  | Mohamed Magdi Hamza    |

### Diskuswurf
| Afrikameisterschaften | Afrikameisterschaften | Gold                   | Silber                 | Bronze                |
| --------------------- | --------------------- | ---------------------- | ---------------------- | --------------------- |
| 1979                  | Dakar                 | Abderrazak Ben Hassine | Mohamed Naguib Hamed   | Harrison Salami       |
| 1982                  | Kairo                 | Mohamed Naguib Hamed   | Hassan Ahmed Hamad     | Mohamed Fatihi        |
| 1984                  | Rabat                 | Mohamed Naguib Hamed   | Abderrazak Ben Hassine | Mohamed Fatihi        |
| 1985                  | Kairo                 | Christian Okoye        | Mohamed Naguib Hamed   | Hassan Ahmed Hamad    |
| 1988                  | Annaba                | Adewale Olukoju        | Hassan Ahmed Hamad     | Yacine Louail         |
| 1989                  | Lagos                 | Ikechukwu Chika        | Vincent Oghene         | Ikechukwu Chika       |
| 1990                  | Kairo                 | Hassan Ahmed Hamad     | Dhia Kamel Ahmed       | Ikechukwu Chika       |
| 1992                  | Belle Vue Maurel      | Adewale Olukoju        | Mohamed Naguib Hamed   | Dawie Kok             |
| 1993                  | Durban                | Mickaël Conjungo       | Christo Kruger         | Dawie Kok             |
| 1996                  | Yaoundé               | Serge Doh              | Christian Messi Alaga  | Athanase Oloko        |
| 1998                  | Dakar                 | Frantz Kruger          | Frits Potgieter        | Mickaël Conjungo      |
| 2000                  | Algier                | Frits Potgieter        | Mickaël Conjungo       | Chima Ugwu            |
| 2002                  | Radès                 | Janus Robberts         | Walid Boudaoui         | Omar Ahmed el-Ghazaly |
| 2004                  | Brazzaville           | Frantz Kruger          | Hannes Hopley          | Nabil Kiram           |
| 2006                  | Bambous               | Omar Ahmed el-Ghazaly  | Yasser Farag           | Nabil Kiram           |
| 2008                  | Addis Abeba           | Hannes Hopley          | Yasser Farag           | Nabil Kiram           |
| 2010                  | Nairobi               | Omar Ahmed el-Ghazaly  | Yasser Farag           | Victor Hogan          |
| 2012                  | Porto-Novo            | Victor Hogan           | Yasser Farag           | Russell Tucker        |
| 2014                  | Marrakesch            | Victor Hogan           | Russell Tucker         | Stephen Mozia         |
| 2016                  | Durban                | Russell Tucker         | Stephen Mozia          | Dewald van Heerden    |
| 2018                  | Asaba                 | Victor Hogan           | Werner Visser          | Elbachir Mbarki       |
| 2022                  | Port Louis            | Werner Visser          | Victor Hogan           | Ryan Williams         |
| 2024                  | Douala                | Oussama Khennoussi     | Victor Hogan           | Ryan Williams         |

### Hammerwurf
| Afrikameisterschaften | Afrikameisterschaften | Gold                     | Silber                     | Bronze                     |
| --------------------- | --------------------- | ------------------------ | -------------------------- | -------------------------- |
| 1979                  | Dakar                 | Abdellah Boubekeur       | Youssef Ben Abid           | Hisham Fouad Greis         |
| 1982                  | Kairo                 | Hisham Fouad Greis       | Ahmed Ibrahim Taha         | Hisham Abdeslam Zaki       |
| 1984                  | Rabat                 | Hakim Toumi              | Hisham Abdeslam Zaki       | Yacine Louail              |
| 1985                  | Kairo                 | Hakim Toumi              | Yacine Louail              | Ahmed Ibrahim Taha         |
| 1988                  | Annaba                | Hakim Toumi              | Djamel Zouiche             | Sherif Farouk el-Hennawi   |
| 1989                  | Lagos                 | Hakim Toumi              | Hassan Chahine             | Djamel Zouiche             |
| 1990                  | Kairo                 | Sherif Farouk el-Hennawi | Hassan Chahine             | Hakim Toumi                |
| 1992                  | Belle Vue Maurel      | Hakim Toumi              | Sherif Farouk el-Hennawi   | Charlie Koen               |
| 1993                  | Durban                | Hakim Toumi              | Samir Haouam               | Charlie Koen               |
| 1996                  | Yaoundé               | Hakim Toumi              | Samir Haouam               | Yacine Louail              |
| 1998                  | Dakar                 | Chris Harmse             | Hakim Toumi                | Samir Haouam               |
| 2000                  | Algier                | Samir Haouam             | Mohamed Karim Horchani     | Yamen Hussein Abdel Moneim |
| 2002                  | Radès                 | Chris Harmse             | Yamen Hussein Abdel Moneim | Saber Souid                |
| 2004                  | Brazzaville           | Chris Harmse             | Saber Souid                | Ahmed Abd el-Raouf         |
| 2006                  | Bambous               | Chris Harmse             | Saber Souid                | Mohsen Anani               |
| 2008                  | Addis Abeba           | Chris Harmse             | Mostafa el-Gamel           | Ahmed Abd el-Raouf         |
| 2010                  | Nairobi               | Mohsen Anani             | Chris Harmse               | Mostafa el-Gamel           |
| 2012                  | Porto-Novo            | Chris Harmse             | Mohsen Anani               | Mostafa el-Gamel           |
| 2014                  | Marrakesch            | Mostafa el-Gamel         | Chris Harmse               | Driss Barid                |
| 2016                  | Durban                | Eslam Ahmed Taha         | Chris Harmse               | Tshepang Makhethe          |
| 2018                  | Asaba                 | Mostafa el-Gamel         | Eslam Moussad Seria        | Hassan Mohamed Mahmoud     |
| 2022                  | Port Louis            | Allan Cumming            | Tshepang Makhethe          | Alaa el-Ashry              |
| 2024                  | Douala                | Mostafa el-Gamel         | Ahmed Tarek Ismail         | Allan Cumming              |

### Speerwurf
| Afrikameisterschaften | Afrikameisterschaften | Gold                  | Silber                   | Bronze                   |
| --------------------- | --------------------- | --------------------- | ------------------------ | ------------------------ |
| 1979                  | Dakar                 | Jacques Ayé Abehi     | Zakayo Malekwa           | Tarek Chaabani           |
| 1982                  | Kairo                 | Zakayo Malekwa        | Groge Odera              | Akram Mohamed Khamis     |
| 1984                  | Rabat                 | Tarek Chaabani        | Mongi Alimi              | Ahmed Mahour Bacha       |
| 1985                  | Kairo                 | Ahmed Mahour Bacha    | Mongi Alimi              | Justin Arop              |
| 1988                  | Annaba                | Justin Arop           | Tarek Chaabani           | Samir Ménouar            |
| 1989                  | Lagos                 | Pius Bazighe          | Mongi Alimi              | William Sang             |
| 1990                  | Kairo                 | Fidèle Rakotonirina   | Pius Bazighe             | Justin Arop              |
| 1992                  | Belle Vue Maurel      | Tom Petranoff         | Wilhelm Pauer            | Phillip Spies            |
| 1993                  | Durban                | Tom Petranoff         | Phillip Spies            | Louis Fouché             |
| 1996                  | Yaoundé               | Pius Bazighe          | Louis Fouché             | Maher Ridane             |
| 1998                  | Dakar                 | Marius Corbett        | Khaled Es Sayed Yassin   | Bouna Diop               |
| 2000                  | Algier                | Maher Ridane          | Khaled Es Sayed Yassin   | Walid Abderrazak Mohamed |
| 2002                  | Radès                 | Gehardus Pienaar      | Walid Abderrazak Mohamed | Mohamed Ali Ben Zina     |
| 2004                  | Brazzaville           | Gehardus Pienaar      | Gerbrandt Grobler        | Willie Human             |
| 2006                  | Bambous               | Gerhardus Pienaar     | Gerbrandt Grobler        | Walid Adb el-Wahab       |
| 2008                  | Addis Abeba           | Mohamed Ali Kbabou    | Kenechukwu Ezeofor       | Sammy Keskeny            |
| 2010                  | Nairobi               | Ihab Abdelrahman      | Gerhardus Pienaar        | Julius Yego              |
| 2012                  | Porto-Novo            | Julius Yego           | John Ampomah             | Kenechukwu Ezeofor       |
| 2014                  | Marrakesch            | Julius Yego           | Ihab Abdelrahman         | John Robert Oosthuizen   |
| 2016                  | Durban                | Phil-Mar van Rensburg | John Ampomah             | Alexander Kiprotich      |
| 2018                  | Asaba                 | Julius Yego           | Phil-Mar van Rensburg    | Samuel Kure              |
| 2022                  | Port Louis            | Julius Yego           | Ihab Abdelrahman         | Phil-Mar van Rensburg    |
| 2024                  | Douala                | Julius Yego           | Chinecherem Nnamdi       | Moustafa Mahmoud         |

### Zehnkampf
| Afrikameisterschaften | Afrikameisterschaften | Gold                | Silber                 | Bronze                      |
| --------------------- | --------------------- | ------------------- | ---------------------- | --------------------------- |
| 1979                  | Dakar                 | Mohamed Bensaad     | Ebewele Brown          | Alioune Seck                |
| 1982                  | Kairo                 | Charles Kokoyo      | Patrick Cheruiyot      | Solomon Kaptich             |
| 1984                  | Rabat                 | Mourad Mahour Bacha | Hatem Bachar           | Abdennacer Moumen           |
| 1985                  | Kairo                 | Mourad Mahour Bacha | Abu el-Makarem el-Hamd | Landry Nzambé-Busugu        |
| 1988                  | Annaba                | Mahmoud Aït Ouhamou | Mourad Mohour Bacha    | Abdennacer Moumen           |
| 1989                  | Lagos                 | Mourad Mahour Bacha | Hatem Bachar           | Stanley Flowers             |
| 1990                  | Kairo                 | Abdennacer Moumen   | Tommy Ozono            | Mourad Mahour Bacha         |
| 1992                  | Belle Vue Maurel      | Mourad Mahour Bacha | Gino Antoine           | Patrick Legrand             |
| 1993                  | Durban                | Pierre Faber        | Danie van Wyk          | Hassan Farouk Sayed         |
| 1996                  | Yaoundé               | Anis Riahi          | Hassan Farouk Sayed    | Sid Ali Sabour              |
| 1998                  | Dakar                 | Rédouane Youcef     | Mohamed Benyahia       | Issam Abdelatif Saber       |
| 2000                  | Algier                | Rédouane Youcef     | Mada Ndiaye            | Adil Chakri                 |
| 2002                  | Radès                 | Hamdi Dhouibi       | Anis Riahi             | Rédouane Youcef             |
| 2004                  | Brazzaville           | Anis Riahi          | Selwyn Lieutier        | Celestin Moussambote Kengué |
| 2006                  | Bambous               | Hamdi Dhouibi       | Mourad Souissi         | Terence Wepener             |
| 2008                  | Addis Abeba           | Larbi Bourrada      | Willem Coertzen        | Boualem Lamri               |
| 2010                  | Nairobi               | Larbi Bourrada      | Mourad Souissi         | Guillaume Thierry           |
| 2012                  | Porto-Novo            | Ali Kamé            | Mourad Souissi         | Guillaume Thierry           |
| 2014                  | Marrakesch            | Larbi Bourrada      | Guillaume Thierry      | Atsu Nyamadi                |
| 2016                  | Durban                | Fredriech Pretorius | Atsu Nyamadi           | Ali Kamé                    |
| 2018                  | Asaba                 | Larbi Bourrada      | Fredriech Pretorius    | Samuel Osadolor             |
| 2022                  | Port Louis            | Larbi Bourrada      | Fredriech Pretorius    | Jesse Perez                 |
| 2024                  | Douala                | Larbi Bourrada      | Dhiae Boudoumi         | Edwin Kipmutai Too          |

## Nicht mehr ausgetragene Wettbewerbe

### 3000 m
Diese Disziplin wurde bei den Afrikameisterschaften 1998 anstatt des 10.000-Meter-Rennens ausgetragen und anschließend wieder durch dieses ersetzt.
| Afrikameisterschaften | Afrikameisterschaften | Gold        | Silber         | Bronze      |
| --------------------- | --------------------- | ----------- | -------------- | ----------- |
| 1998                  | Dakar                 | Tom Nyariki | Brahim Lahlafi | Fita Bayisa |

### Marathonlauf
Diese Disziplin wurde bei den Afrikameisterschaften 1979 und 1982 sowie von 1985 bis 1990 ausgetragen und anschließend gestrichen.
| Afrikameisterschaften | Afrikameisterschaften | Gold           | Silber           | Bronze              |
| --------------------- | --------------------- | -------------- | ---------------- | ------------------- |
| 1979                  | Dakar                 | Kebede Balcha  | Gidamis Shahanga | Ladislas Hakuzimana |
| 1982                  | Kairo                 | Juma Ikangaa   | Djama Robleh     | Abdillahi Charmaké  |
| 1985                  | Kairo                 | Ahmed Salah    | Kebede Balcha    | Dereje Nedi         |
| 1988                  | Annaba                | Dereje Nedi    | Allaoua Khélil   | Kebede Balcha       |
| 1989                  | Lagos                 | Tsegaye Sengni | Kebede Balcha    | Tekla Gebrselassie  |
| 1990                  | Kairo                 | Tesfaye Tafa   | Belaye Wolashe   | Negash Dube         |

### 10.000 m Bahngehen
Diese Disziplin wurde bei den Afrikameisterschaften zwischen 1979 ausgetragen und anschließend durch das 20-km-Gehen auf der Straße ersetzt.
| Afrikameisterschaften | Afrikameisterschaften | Gold               | Silber     | Bronze       |
| --------------------- | --------------------- | ------------------ | ---------- | ------------ |
| 1979                  | Dakar                 | Benamar Kachkouche | Hunde Ture | John Mutinda |